# Felipe Minzer
Felipe Minzer (Gálvez (Santa Fe), 13 de septiembre de 2007) es un jugador de baloncesto argentino que pertenece a la plantilla del Casademont Zaragoza de la Liga ACB. Mide 1,98 metros y juega de escolta.

## Carrera deportiva
Se formó en las categorías inferiores del Club Atlético Santa Paula de Gálvez, su ciudad natal, hasta 2023.
El 3 de febrero de 2023, firma por la cantera del Casademont Zaragoza para incorporarse a su equipo junior.
El 24 de septiembre de 2023, hace su debut con Casademont Zaragoza en Liga Endesa, donde el escolta disputó 11,15 minutos, en una derrota frente al Real Madrid por 101 a 70 en liga de la temporada 2023-24.

### Selección nacional
En 2022, disputó el sudamericano Sub-15 con la selección de baloncesto de Argentina, alcanzando la plata con unos registros de 10.8 puntos, 4.4 rebotes y 3.2 asistencias con la camiseta albiceleste.

## Vida personal
Es hijo de Paul Minzer, un exbaloncestista profesional.